# Caricom en de Europese Unie
De Caricom en de Europese Unie onderhouden betrekkingen en de lidstaten van de Caricom ondertekenden een handelsverdrag met de EU.
Sinds 1986 ondersteunt de EU de Caricom. Formeel is er in 2016 een EU ambassadeur op Barbados gevestigd. De EU delegatie onderhoudt banden met Caricom op technisch gebied, op het niveau van het Secretariaat.
In 2008 is het Cariforum-EU Economic Partnership Agreement (EPA) afgesloten. Deze economische overeenkomst regelt de export van goederen en diensten tussen het Forum of the Caribbean Group of African, Caribbean and Pacific states (Cariforum) en de EU. Dit forum is onderdeel van Organisation of African, Caribbean and Pacific States (OACPS) opgericht in 1975. Het bestaat uit de vijftien lidstaten van Caricom, de Dominicaanse Republiek en Cuba met aan het hoofd een Directeur Generaal die direct rapporteert aan de Secretaris-Generaal van Caricom. Cuba is geen ondertekenaar van dit verdrag en Haïti heeft het nog niet geratificeerd.
De EU is de derde grootste handelspartner van Cariforum, na de Verenigde Staten. De belangrijkste exportproducten van het Caribisch gebied naar de EU zijn brandstof- en mijnbouwproducten, met name aardolie, bananen, suiker en rum, mineralen (met name goud, korund, aluminiumoxide en hydroxide), ijzerertsproducten en meststoffen. De belangrijkste importproducten uit de EU in het Caribisch gebied zijn jachten, schepen, auto's, bouwvoertuigen en motoronderdelen, telefoonapparatuur, melk en room, en gedistilleerde dranken.

## Andere gebieden in de Cariben
Daarnaast hebben zeventien Caribische gebieden banden met de Europese Unie omdat ze staatkunidg deel uitmaken van een EU-lidstaat, de ultraperifere gebieden genoemd. Dat zijn: Guadeloupe, Frans-Guyana, Réunion, Martinique, Mayotte en Saint-Martin (Frankrijk), de Azoren en Madeira (Portugal) en de Canarische Eilanden (Spanje)). De ondersteuning van deze gebieden is bedoeld om de problemen die zij door hun buitengewone ligging ondervinden te ondervangen. Verder kent de EU nog de zogenaamde landen en gebieden overzee die een speciale binding met een EU-lidstaat hebben.